# Бэннок-Крик
Бэ́ннок-Крик (англ. Bannock Creek) — река, протекающая по территории штата Айдахо Соединённых Штатов Америки, приток реки Снейк. Длина реки — 108 километров.
Исток расположен к северу от Холбрука, в округе Онайда, на высоте 1814 метров. Далее река течёт на север, по территории округа Пауэр, через Арбон-Велли, Полин и индейскую резервацию Форт-Холл. Впадает в водохранилище Американ-Фолс, расположенное на реке Снейк, на высоте 1328 метров, примерно на половине пути между городами Американ-Фолс и Покателло.
Площадь бассейна реки — 1230 км².